# Cynodontidae
Los Cynodontidae son una familia de peces de río incluida en el orden Characiformes. Su nombre procede del griego: kyonos (perro) + odous (dientes).

## Morfología
Es muy característica dentro del orden Characiformes su boca oblicua, con dientes caninos bien desarrollados y unas aletas pectorales relativamente extendidas; sus longitudes máximas oscilan entre 20 y 65 cm.

## Hábitat y forma de vida
La mayoría de las especies se encuentran en las aguas de las cuencas del río Orinoco y río Amazonas, así como en ríos de las Guayanas; Rhaphiodon vulpinus es el único que puede encontrarse en ríos de Paraguay, 
Uruguay y Argentina, mientras que el género Gilbertolus puede encontrarse en Colombia.
Viven cerca de la superficie de ríos y lagos con vegetación, donde se alimentan depredando peces que inmovilizan con sus fuertes caninos, aunque su ecología está aún poco estudiada.

## Géneros y especies
Existen especies agrupadas en géneros:
- Subfamilia Cynodontinae (Eigenmann, 1907):
- Género Cynodon (Agassiz, 1829)
  -     - Cynodon gibbus (Agassiz, 1829) - Chambira, Dientón, Payarín o Perrito.
    - Cynodon meionactis (Géry, Le Bail y Keith, 1999)
    - Cynodon septenarius (Toledo-Piza, 2000)

  - Género Hydrolycus (Müller y Troschel, 1844)
    - Hydrolycus armatus (Jardine y Schomburgk, 1841) - Payara
    - Hydrolycus scomberoides (Cuvier, 1819) - Chambira, Dientón o Payara.
    - Hydrolycus tatauaia (Toledo-Piza, Menezes y Santos, 1999)
    - Hydrolycus wallacei (Toledo-Piza, Menezes y Santos, 1999)

  - Género Rhaphiodon (Agassiz en Spix y Agassiz, 1829)
    - Rhaphiodon vulpinus (Agassiz, 1829) - Chafalote, Chambira, Dientudo blanco, Machete, Payarín o Pirayagua.

- Subfamilia Roestinae (Lucena y Menezes, 1998):
  - Género Gilbertolus (Eigenmann en Eigenmann y Ogle, 1907)
    - Gilbertolus alatus (Steindachner, 1878) - Boquiancha o Chachás.
    - Gilbertolus atratoensis (Schultz, 1943)
    - Gilbertolus maracaiboensis (Schultz, 1943) - Muelona, Mueluda o Jibao.

  - Género Roestes (Günther, 1864)
    - Roestes itupiranga (Menezes y Lucena, 1998)
    - Roestes molossus (Kner, 1858) - Sardinita
    - Roestes ogilviei (Fowler, 1914)